# 近江屋事件
近江屋事件是日本幕府末期慶應3年11月15日（1867年12月10日）坂本龍馬、中岡慎太郎和山田藤吉在京都河原町近江屋井口新助邸遭到暗殺的事件。京都見廻組被認為是實行犯。

## 經過

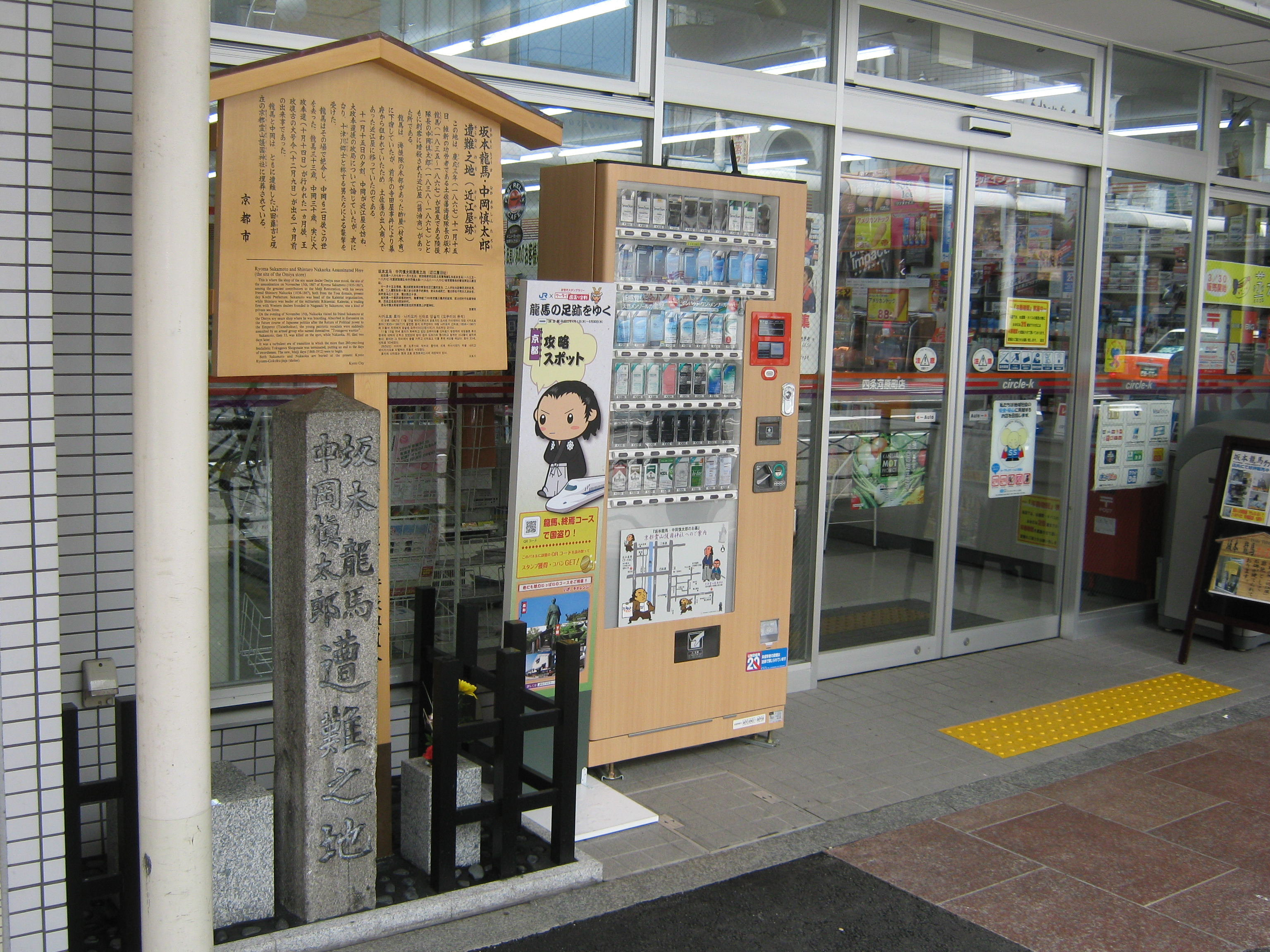
位於京都府京都市中京區鹽屋町的近江屋遺址

龍馬因原本作為宿舍的薩摩藩定宿寺田屋受到幕府的襲擊（寺田屋事件），慶應3年11月3日（1867年11月28日）轉移至近江屋（醬油屋）。
11月15日（12月10日）夕刻，中岡前來商談三條制札事件之事，是夜有一自稱十津川鄉士之人前來拜訪，之後刺客斬殺龍馬、中岡和山田。當被龍馬使喚去買軍雞的鹿野峰吉回到近江屋時，發現了三人。龍馬當場絶命，滕吉第二天死亡，中岡則在2日後死亡。
暗殺之後，最先到達現場的是薩摩藩的吉井幸輔、土佐藩的田中光顯、谷干城、毛利恭介、海援隊隊士的白峰駿馬等人。

## 實行者
事件當時，因刺客口音帶有伊予腔，所以被認為是新選組的原田左之助或大石鍬次郎等人所為。大石也以暗殺龍馬之罪被殺。明治時代，新選組除了該事件，也因池田屋事件、戊辰戰爭而遭徹底肅清。特別是谷干城認定了新選組的犯行，強力主張嚴罰近藤勇。
關於該事件的不可解之處相當多，目前以見廻組實行說最為有力，但是尚有薩摩藩陰謀說等各種說法。另外事發當時，龍馬並非十分有名，所以也有中岡才是暗殺犯的目標，龍馬只是被捲入事端的說法。

### 京都見廻組實行說
見廻組的佐佐木只三郎等人就是實行犯已是通說，當前幾乎無歷史學者提出疑問。
1870年（明治3年），原見廻組隊士今井信郎在箱館戰爭投降受調查之際，自白暗殺了龍馬。今井在明治後期以降、原隊士渡邊篤在大正時代也都提出證詞。但是，今井與渡邊兩人的供述卻有所差異（包括刺客的人數構成、現場遺留刀鞘的所有者等）。還有，是誰向佐佐木下令至今仍然不明。

### 新選組犯行說
由龍馬暗殺當時現場遺留的刀鞘等物証、3日後被暗殺的伊東甲子太郎的同志（御陵衛士）的證言，顯示犯人是新選組的原田左之助。事件後，新選組局長近藤勇在11月26日接受幕府的調查時否認。現在，幾乎無支持新選組犯行說的研究者。

### 薩摩藩陰謀說
龍馬受到松平春嶽、勝海舟的影響，主張由諸侯會議設立新政府，其中也包含大政奉還後的德川慶喜。以武力倒幕和排除舊權力為目標的西鄉隆盛、大久保利通等人與龍馬意見相左，將龍馬的行跡透露給幕府。
西鄉和龍馬在慶喜的待遇上意見相左，但是，此說過度強調大政奉還派和武力倒幕派的路線對立。而且，薩摩藩高層的島津久光、小松帶刀等人也是大政奉還派。
歷史學界並不支持此說法。

### 英國陰謀說
薩長倒幕側的武器商人・怡和洋行系英國人的陰謀。

## 關連項目
- 近江屋（日语：近江屋）
- 坂本龍馬
- 中岡慎太郎
- 田中光顯（日语：田中光顯）
- 谷干城（日语：谷干城）

35°0′20.3″N 135°46′8.4″E / 35.005639°N 135.769000°E